# Luís Pádua Ramos
Luís Duarte Pádua Ramos (Lourenço Marques, 22 de janeiro de 1931 — Matosinhos, 16 de outubro de 2005) foi um arquiteto e professor português.

## Vida

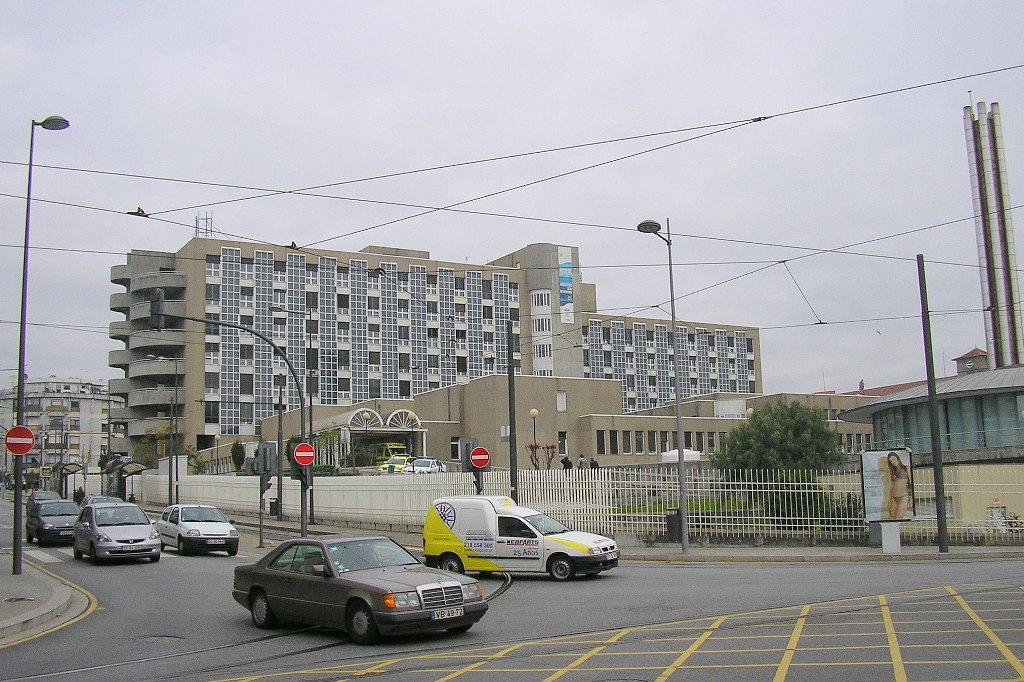
Ala moderna do Hospital Geral de Santo António, no Porto.

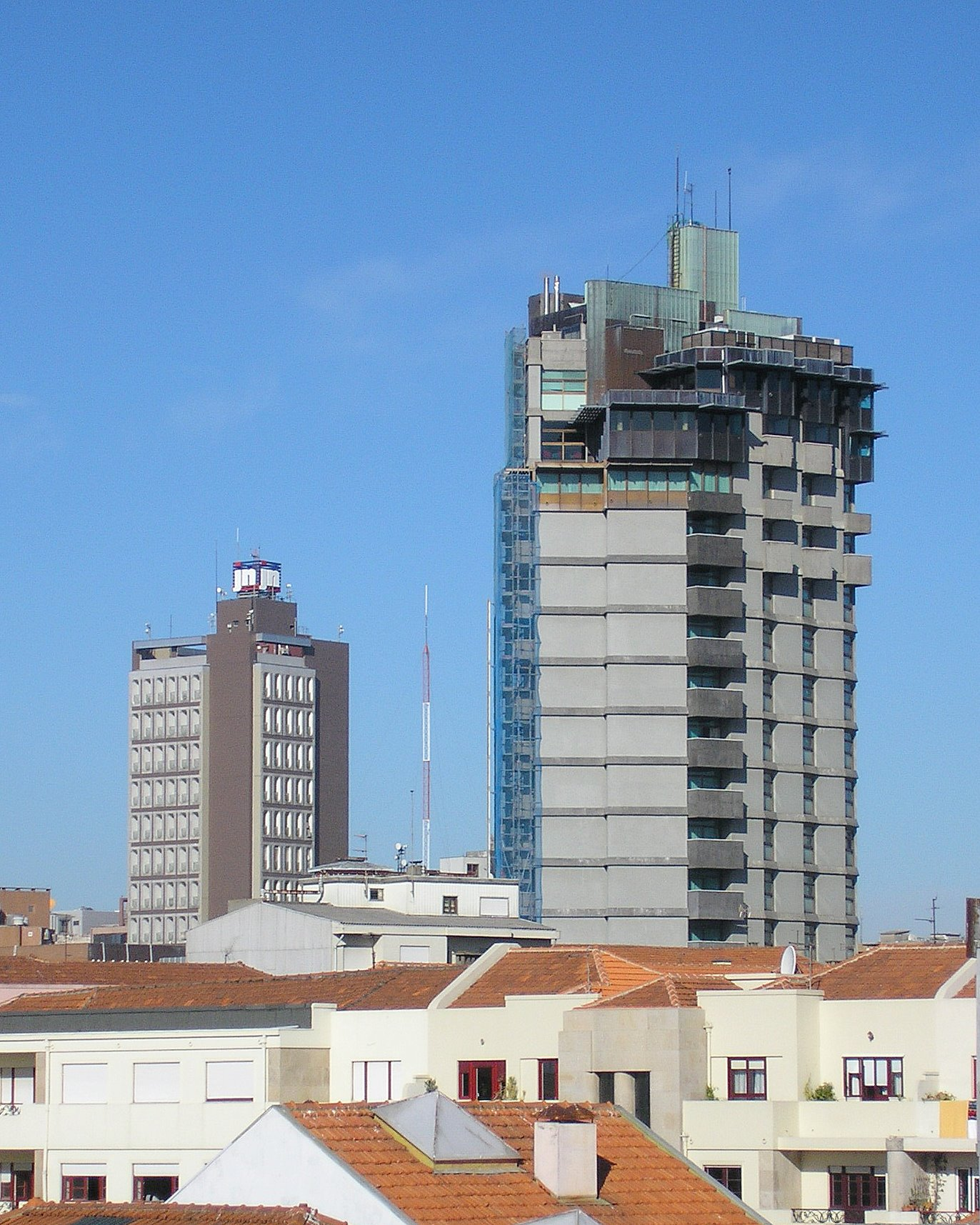
Hotel D. Henrique (à direita), no Porto.

Pádua Ramos fez a instrução primária e o início do liceu na sua Lourenço Marques natal, hoje Maputo, em Moçambique. Em 1945 veio para Portugal, terminando os estudos secundários no Porto. Em 1949 inscreveu-se na Escola Superior de Belas-Artes do Porto (ESBAP), onde teve como mestres Carlos Ramos e Júlio Resende e, como condiscípulos, José Rodrigues, Jorge Pinheiro, Ângelo de Sousa e Espiga Pinto.
Durante a licenciatura fez parte da organização da I Exposição Magna da ESBAP (1952), dedicada a Barata Feyo, e participou na segunda edição desta mostra (1953). Em 1955 foi convidado a trabalhar no gabinete de arquitetura de José Carlos Loureiro, seu professor, passando a sócio em 1960. Em 1957 apresentou uma tese sobre a incidência solar na arquitetura e urbanismo, tendo concluído a licenciatura com a classificação de 20 valores.
Em 1959 deu início à sua atividade profissional ao integrar uma das equipas escolhidas pela Fundação Calouste Gulbenkian para o concurso de anteprojeto da sua sede. No ano seguinte foi nomeado assistente da cadeira de Geometria Aplicada na ESBAP. Mas em 1969 abdicou da carreira de docente do ensino superior para se dedicar inteiramente à Arquitetura.
Com o seu parceiro José Carlos Loureiro, em 1976, criou o Gabinete de Arquitectura Loureiro e Pádua, Lda. (GALP Lda.) que produziu projetos como o Centro Pastoral Paulo VI, a zona de proteção e valorização da Capela das Aparições e os edifícios laico-religiosos do Santuário de Fátima; o Hotel Solverde, na Praia da Granja; a renovação do Hospital Geral de Santo António, a Faculdade de Ciências da Universidade do Porto, no Pólo 3 e o Hotel D. Henrique, no Porto.
Em simultâneo com a Arquitetura, Pádua Ramos criou peças de ourivesaria e foi um ávido colecionador. Esta paixão levou-o a reunir um impressionante espólio de cerca de 2 mil peças de arte popular e erudita, hoje considerado como uma das maiores coleções europeias de arte dos séculos XVI ao XX e que inclui joias, móveis, esculturas, cerâmicas e pinturas, de artistas como René Lalique, Antonin Daum, Tiffany, Émile Gallé, Fauré, Maurice Denis, Pierre le Faguays, Georges Braque, Salvador Dali e Tom Wesselmann.
Pádua Ramos participou com regularidade em diversas exposições de arte, em Portugal e no estrangeiro, e foi um dos fundadores do Lugar do Desenho, de Júlio Resende.
Morreu na sua casa em Matosinhos, a 16 de outubro de 2005, com 74 anos de idade. Foi a sepultar no jazigo de família, no cemitério da Senhora da Hora, que o próprio desenhou e que ostenta uma porta criada pelo amigo e colega José Rodrigues.

## Prémios
Ainda durante a licenciatura foi distinguido com os prémios Mota Coelho, da ESBAP (1952); Soares dos Reis da Academia Nacional de Belas-Artes (1953). Em 1959 recebeu o prémio do Rotary Club do Porto.